# Ƚ
L con barra (mayúscula Ƚ, minúscula ƚ) es una letra latina que consiste en una L con barra diacrítica. Aparece en el alfabeto de la lengua veneciana, y en su forma mayúscula se utiliza en la ortografía saanich creada por Dave Elliott en 1978.

## Unicode
En Unicode, tanto las mayúsculas como las minúsculas están en el bloque La tín Extendido-B.
La mayúscula (U+023D Ƚ LATIN CAPITAL LETTER L WITH BAR) aparece como parte de "adiciones para sencoten" (saanich), mientras la minúscula (U+019A ƚ LATIN SMALL LETTER L WITH BAR) aparece como "Uso fonético americanista" como alternativa a U+026C ɬ LATIN SMALL LETTER L WITH BELT, la fricativa lateral alveolar sorda.

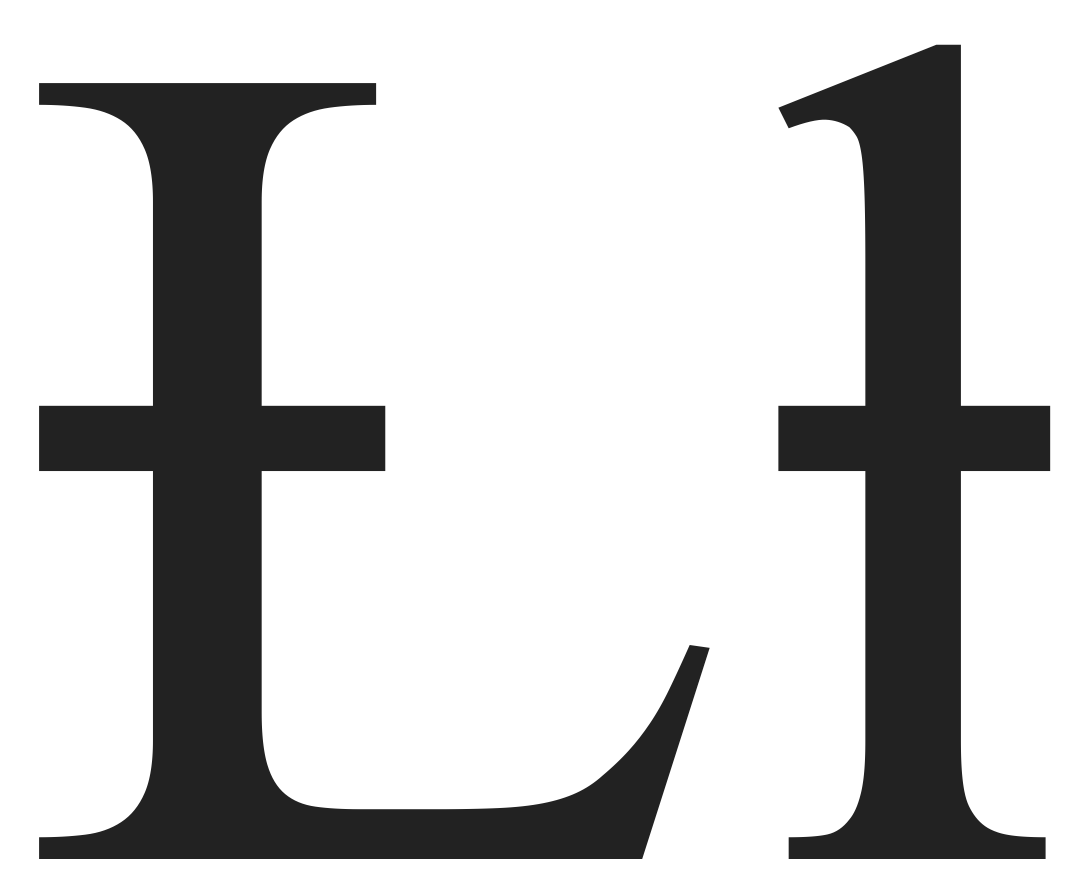
Mayúscula y minúscula

| Carácter      | Ƚ                               | Ƚ                               | ƚ                             | ƚ                             |
| ------------- | ------------------------------- | ------------------------------- | ----------------------------- | ----------------------------- |
| Unicode       | LATIN CAPITAL LETTER L WITH BAR | LATIN CAPITAL LETTER L WITH BAR | LATIN SMALL LETTER L WITH BAR | LATIN SMALL LETTER L WITH BAR |
| Codificación  | decimal                         | hex                             | decimal                       | hex                           |
| Unicode       | 573                             | U+023D                          | 410                           | U+019A                        |
| UTF-8         | 200 189                         | C8 BD                           | 198 154                       | C6 9A                         |
| Ref. numérica | &#573;                          | &#x23D;                         | &#410;                        | &#x19A;                       |